# Krhov (ort i Tjeckien, Vysočina)
Krhov är en ort i Tjeckien.   Den ligger i regionen Vysočina, i den sydöstra delen av landet, 160 km sydost om huvudstaden Prag. Krhov ligger 435 meter över havet och antalet invånare är 205.
Terrängen runt Krhov är platt. Runt Krhov är det ganska glesbefolkat, med 40 invånare per kvadratkilometer. Närmaste större samhälle är Třebíč, 16,2 km nordväst om Krhov. Trakten runt Krhov består till största delen av jordbruksmark.